# Vera Zvonareva
Vera Igorevna Zvonareva (čitaj Vjera Igorjevna Zvanarjova) (rus. Вера Игоревна Звонарёва, Moskva, 7. rujna 1984.) ruska je tenisačica.

## Životopis
Zvonareva je počela igrati tenis sa šest godina, za što je zaslužna njena majka Natalija Bykova, i sama sportašica (na OI 1980. u Moskvi osvojila je brončanu medalju sa sovjetskom ženskom reprezentacijom u hokeju na travi).
Profesionalno se bavi tenisom od 2000. godine. Prvi je WTA turnir osvojila 2003. u Bolu na Braču, što je ujedno bilo i posljednje izdanje Croatian Bol Ladies Opena. Najveći su joj uspjesi u igri parova osvajanje US Opena u paru s Francuskinjom Nathalie Dechy 2006. i Australian Opena u paru sa sunarodnjakinjom Svetlanom Kuznjecovom 2012. godine. Također ima 2 Grand Slam turnira u mješovitim parovima s Izraelcem Andyjem Ramom i to na US Openu 2004. i na Wimbledonu 2006. godine. Najbolji pojedinačni rezultat na Grand Slam turnirima ostvarila je 2010. finalima Wimbledona (poražena 3:6, 2:6 od Serene Williams) i US Opena (bolja je sa 6:2, 6:1 bila Kim Clijsters).
U paru s Anastazijom Miškinom Zvonareva je osvojila odlučujući bod za ruski trijumf u Fed Cupu 2004., a u istom je natjecanju značajnu ulogu imala u još jednoj pobjedi Rusije, 2008. godine. Na OI 2008. u Pekingu osvojila je brončanu medalju u pojedinačnoj konkurenciji, pobijedivši domaću tenisačicu Na Li.

## Osvojeni turniri

### Pojedinačno (12 WTA)
| Br. | Datum             | Turnir       | Suparnica u finalu  | Rezultat         |
| 1.  | 4. svibnja 2003.  | Bol          | Conchita Martínez   | 6:1, 6:3         |
| 2.  | 21. veljače 2004. | Memphis      | Lisa Raymond        | 4:6, 6:4, 7:5    |
| 3.  | 19. veljače 2005. | Memphis      | Meghann Shaughnessy | 7:6(3), 6:2      |
| 4.  | 18. lipnja 2006.  | Birmingham   | Jamea Jackson       | 7:6(12), 7:6(5)  |
| 5.  | 23. srpnja 2006.  | Cincinnati   | Katarina Srebotnik  | 6:2, 6:4         |
| 6.  | 4. svibnja 2008.  | Prag         | Viktorija Azarenka  | 7:6(2), 6:2      |
| 7.  | 21. rujna 2008.   | Guangzhou    | Peng Shuai          | 6:7(4), 6:0, 6:2 |
| 8.  | 15. veljače 2009. | Pattaya      | Sania Mirza         | 7:5, 6:1         |
| 9.  | 22. ožujka 2009.  | Indian Wells | Ana Ivanović        | 7:6(5), 6:2      |
| 10. | 14. veljače 2010. | Pattaya      | Tamarine Tanasugarn | 6:4, 6:4         |
| 11. | 26. veljače 2011. | Doha         | Caroline Wozniacki  | 6:4, 6:4         |
| 12. | 24. srpnja 2011.  | Baku         | Ksenia Pervak       | 6:1, 6:4         |

## Grand Slam rezultati
| Grand Slam      | 2002. | 2003. | 2004. | 2005. | 2006. | 2007. | 2008. | 2009. | 2010. | 2011. | 2012. |
| --------------- | ----- | ----- | ----- | ----- | ----- | ----- | ----- | ----- | ----- | ----- | ----- |
| Australian Open | -     | 1k    | 4k    | 2k    | 1k    | 4k    | 1k    | 1/2F  | 4k    | 1/2F  | 3k    |
| Roland Garros   | 4k    | 1/4F  | 3k    | 3k    | 1k    | -     | 4k    | -     | 2k    | 4k    | -     |
| Wimbledon       | 2k    | 4k    | 4k    | 2k    | 1k    | -     | 2k    | 3k    | F     | 3k    |       |
| US Open         | 3k    | 3k    | 4k    | -     | 3k    | 3k    | 2k    | 4k    | F     | 1/4F  |       |

## Ranking na kraju sezone
| 2000. | 2001. | 2002. | 2003. | 2004. | 2005. | 2006. | 2007. | 2008. | 2009. | 2010. | 2011. | 2012. |
| ----- | ----- | ----- | ----- | ----- | ----- | ----- | ----- | ----- | ----- | ----- | ----- | ----- |
| 357.  | 365.  | 45.   | 13.   | 11.   | 42.   | 24.   | 23.   | 7.    | 9.    | 2.    | 7.    |       |

## Vanjske poveznice
- Službena stranica  Arhivirana inačica izvorne stranice od 15. ožujka 2022. (Wayback Machine) (rus.) (engl.) (kin.)
- WTA profil  Arhivirana inačica izvorne stranice od 24. rujna 2009. (Wayback Machine) (engl.)
- Neslužbena stranica (engl.) (fr.)
- Stranica s kratkom biografijom i fotografijama  Arhivirana inačica izvorne stranice od 18. travnja 2010. (Wayback Machine) (engl.)